# Thin Lizzy (음반)
《Thin Lizzy》는 아일랜드의 록 밴드 씬 리지의 데뷔 스튜디오 음반으로, 1971년 4월 30일에 발매되었다. 이 음반 이후에는 EP 《New Day》가 뒤따랐으며, 해당 EP는 1971년 6월 14일부터 17일까지 데카 스튜디오에서 닉 토버가 프로듀싱 및 녹음을 맡았고, 같은 해 8월 20일에 발매되었다. EP에 수록된 곡들은 이후 재발매된 음반에 포함되었다.

## 배경 및 녹음
1970년 가을, 브라이언 튜이트와 피터 바든이 씬 리지의 매니지먼트를 맡게 되었다. 필 라이넛은 튜이트에게 "지금 녹음할 의향이 있는 곡이 열두 곡 정도 있어요"라고 말했고, 튜이트는 일부 곡을 들어본 뒤 밴드의 음반 계약을 알아보기 시작했다. 튜이트는 데카 레코드의 A&R 담당자 프랭크 로저스와 친분이 있었고, 자신의 또 다른 소속 가수인 솔 가수 디치 캐시디와 함께 씬 리지의 공연을 주선하려 했다. 마침 캐시디는 정규 밴드가 없었기에, 튜이트는 씬 리지를 그의 백 밴드로 배치하였다.
1970년 11월 12일, 지바고 클럽에서 열린 공연에서 씬 리지를 본 프랭크 로저스는 캐시디보다 씬 리지에 더 큰 관심을 보였고, 데카와의 음반 계약을 제안하였다. 다만 로저스는 계약 서명에 앞서 데카 측 인사들을 대상으로 한 추가 쇼케이스 공연을 제안했고, 이 공연에서는 밴드가 자작곡을 선보였다. 이 중 〈Look What The Wind Blew In〉이 로저스의 주목을 받았다. 이후 튜이트는 런던으로 건너가 데카의 A&R 책임자 딕 로우를 만나 계약을 논의했고, 1970년 11월 12일에 관련 서류가 작성되었다. 데카는 12월 1일, 씬 리지를 정식으로 1년간 계약하였고, 이 계약은 1971년 9월과 1972년 9월에 각각 1년씩 연장할 수 있는 옵션이 포함되어 있었다. 모든 조건이 순조롭게 진행된다면, 밴드는 총 세 장의 음반을 데카에 제공해야 했다. 선불금은 500파운드였으며, 음반 완성 후 추가로 500파운드가 지급되는 조건이었다.

## 평가
| 전문가 평가                      | 전문가 평가 |
| 평가 점수                        | 평가 점수   |
| 출처                             | 점수        |
| -------------------------------- | ----------- |
| AllMusic                         | [ 6 ]       |
| Collector's Guide to Heavy Metal | 8/10        |

에두아르도 리바다비아는 올뮤직에 기고한 회고 리뷰에서 《Thin Lizzy》를 "놀라울 정도로 부드럽다"고 평하며, 여러 곡들이 "혼란스럽고 미완성처럼 들린다"고 평가했다. 그러나 그는 〈Look What the Wind Blew In〉에 대해 "앞으로 펼쳐질 음악의 암시"라고 표현했으며, 《New Day》 EP의 보너스 트랙 〈Dublin〉에 대해선 “라이넛의 첫 번째 위대한 가사”라고 칭찬했다.
캐나다 언론인 마틴 포포프는 이 음반의 실험적인 성향을 높이 평가하며, "주로 블루지하고 비헤비메탈적인 요소에서 영향을 받은" 작품이라고 보았다. 그는 수록곡들에 대해 “놀랍도록 잘 쓰였고, 매우 아일랜드적이며, 매우 진심 어린 곡들”이라고 평했다.

## 곡 목록
모든 곡들은 특별한 언급이 없는 한 필 라이넛에 의해 작사/작곡하였다.
| #  | 제목                                       | 작사·작곡       | 재생 시간 |
| -- | ------------------------------------------ | --------------- | --------- |
| 1. | 〈The Friendly Ranger at Clontarf Castle〉 | 에릭 벨, 라이넛 | 3:01      |
| 2. | 〈Honesty Is No Excuse〉                   |                 | 3:40      |
| 3. | 〈Diddy Levine〉                           |                 | 7:04      |
| 4. | 〈Ray-Gun〉                                | 벨              | 3:05      |
| 5. | 〈Look What the Wind Blew In〉             |                 | 3:23      |

| #   | 제목                           | 작사·작곡               | 재생 시간 |
| --- | ------------------------------ | ----------------------- | --------- |
| 6.  | 〈Eire〉                       |                         | 2:07      |
| 7.  | 〈Return of the Farmer's Son〉 | 브라이언 다우니, 라이넛 | 4:14      |
| 8.  | 〈Clifton Grange Hotel〉       |                         | 2:26      |
| 9.  | 〈Saga of the Ageing Orphan〉  |                         | 3:40      |
| 10. | 〈Remembering〉                |                         | 5:59      |